# Neil Mochan
Neil Mochan (* 6. April 1927 in Larbert, Falkirk; † 28. August 1994 in Falkirk) war ein schottischer Fußballspieler auf der Position eines Stürmers.

## Leben

### Vereinsspieler
Mochan begann seine Fußballerlaufbahn im Nachwuchsbereich seines Heimatvereins Dunipace Thistle. Im Alter von 17 Jahren wechselte er 1944 zu Greenock Morton, wo er bis 1951 blieb. Zwischen 1951 und 1953 stand er beim englischen FC Middlesbrough unter Vertrag und kehrte anschließend nach Schottland zurück, wo er bis 1960 für Celtic Glasgow tätig war. Mit den Celts gewann er in der Saison 1953/54 die schottische Fußballmeisterschaft und den Pokalwettbewerb sowie in den Spielzeiten 1956/57 (3:0 gegen Partick Thistle) und 1957/58 (7:1 gegen den Erzrivalen Glasgow Rangers) den schottischen Ligapokal.
Im November 1960 wechselte Mochan zum Aufsteiger Dundee United und in der Saison 1963/64 beendete er seine aktive Laufbahn in Diensten der Raith Rovers.

### Nationalspieler
1954 absolvierte Mochan drei Länderspieleinsätze für die schottische Nationalmannschaft. Sein Debüt bestritt er am 19. Mai 1954 in einem Testspiel gegen Norwegen (1:1) und anschließend absolvierte er beide Spiele der Bravehearts bei der Fußball-Weltmeisterschaft 1954 gegen Österreich (0:1) und Uruguay (0:7).

### Sonstige Tätigkeiten
Nach seiner aktiven Laufbahn kehrte er zum Celtic FC zurück, wo er lange als Assistenztrainer und vorübergehend als Cheftrainer tätig war.

## Erfolge
- Schottischer Meister: 1954
- Schottischer Pokalsieger: 1954
- Schottischer Liga-Pokal: 1957, 1958